# 中国人民武装警察部队新疆维吾尔自治区总队
中国人民武装警察部队新疆维吾尔自治区总队，简称武警新疆总队，是中国人民武装警察部队的省级总队，是隶属于武警总部的正军级单位。其主要执行治安維持、民防警卫、处突维稳等任务。

## 编制
- 南疆指挥部（正师级）
- 机动第一支队，驻经开区（头屯河区）
- 机动第二支队，驻经开区（头屯河区）
- 机动第三支队，驻乌鲁木齐市沙依巴克区克拉玛依东路
- 机动第四支队，驻伊宁市
- 机动第五支队，驻喀什市喀什经济开发区
- 机动第六支队，驻莎车县
- 机动第七支队，驻和田市
- 山地反恐特战支队(山鹰突击队)，驻阿克苏市
- 执勤支队，驻高新区（新市区）
- 乌鲁木齐支队
- 昌吉支队
- 吐鲁番支队
- 哈密支队
- 伊犁支队
- 塔城支队
- 阿勒泰支队
- 博尔塔拉支队
- 克拉玛依支队
- 巴音郭楞支队
- 阿克苏支队
- 克孜勒苏支队
- 喀什支队
- 和田支队
- 训练基地